# Idoxuridina
L'Idoxuridina (o idossuridina) è un farmaco antivirale utilizzato come rimedio topico in dermatologia e oftalmologia per il trattamento delle infezioni da virus dell'herpes simplex (HSV), e in particolare delle cheratiti da HSV di tipo 1.
La molecola è un analogo nucleosidico, una forma modificata della deossiuridina, che in vitro ha dimostrato di inibire la replicazione di alcuni tipi di virus a DNA. La molecola venne sintetizzata dal farmacologo statunitense William Herman Prusoff verso la fine degli anni cinquanta.
In passato il farmaco è stato somministrato per via sistemica tuttavia tale utilizzo è stato abbandonato a causa della sua cardiotossicità.
In Italia non è più in commercio in nessuna forma.

## Farmacodinamica
I virus a DNA e gli herpes virus utilizzano la timidina nella sintesi dell'acido desossiribonucleico (DNA).
Idoxuridina nella sua struttura chimica è identica alla timidina, con l'unica eccezione del gruppo 5-metile che è stato sostituito dallo iodio. Idoxuridina interferisce con la sintesi del DNA virale, viene utilizzata come substrato per la DNA polimerasi virale, e porta alla formazione di DNA 'difettoso' in quanto la molecola viene incorporata nel filamento di DNA sostituendo molte delle normali basi di timidina.
All'interno delle cellule la molecola viene convertita nel derivato 5'-monofosfato e successivamente subisce ulteriore fosforilazione fino a dar luogo a composti di e trifosfati.
L'atomo di iodio che nella molecola è stato aggiunto al componente uracile blocca l'appaiamento delle basi dell'acido nucleico, e il risultato finale è l'inibizione della sintesi del DNA e la destabilizzazione di tutta la struttura del filamento di DNA, il che determina l'interruzione dell'accrescimento della catena di DNA virale.
L'antivirale sembra possa anche interferire con l'attività dell'enzima timidina chinasi (TK, enzima fosforilante codificato da herpes simplex) e della DNA polimerasi per mezzo di un meccanismo di inibizione a feedback.

## Farmacocinetica
L'utilità del farmaco è fortemente limitata dalla sua scarsa solubilità in acqua.
L'uso di idoxuridina è perciò destinato alla somministrazione topica, in creme, pomate (in particolare in pomate oftalmiche) e recentementeanche in gel. Dopo somministrazione per via oculare non si verifica alcun assorbimento sistemico.
La penetrazione attraverso la cornea avviene con estrema difficoltà e per questo motivo l'azione del composto risulta efficace solo in caso di lesioni corneali superficiali (epiteliali).
Anche in caso di un difetto dell'epitelio corneale, per la scarsa solubilità di idoxuridina, nell'umore acqueo possono essere rilevate solo tracce della molecola. Per lo stesso motivo si ritiene che il composto, a seguito di applicazione topica, non possa raggiungere la circolazione sistemica. In ogni caso a livello tissutale il farmaco viene rapidamente trasformato in iodouracile, uracile e ioduro, metaboliti non dotato di attività antivirale.
In caso di somministrazione parenterale, idoxuridina viene prima desalogenata e quindi velocemente eliminata dall'organismo. Circa il 90% dello iodio presente nella molecola viene infatti riscontrato nelle urine entro 24 ore dalla somministrazione.

## Tossicologia
Idoxuridina somministrata a dosaggi elevati si è dimostrata epatossica, provocando tra l'altro ittero colestatico.
In uno studio sperimentale sui conigli in alcuni animali femmine gravide si sono osservati alcuni effetti teratogeni anche a seguito dell'instillazione oculare.

## Usi clinici
Il farmaco trova indicazione nel trattamento locale delle lesioni cutanee e mucose nonché delle cheratiti causate dal virus herpes simplex.
Le lesioni epiteliali corneali, in particolare le lesioni iniziali che si presentano con una ulcera dendritica, sono più sensibili alla terapia. Al contrario l'infezione che si è già approfondita e ha interessato lo stroma tende a essere meno rispondente. Idoxuridina è inefficace contro l'herpes simplex virus di tipo 2 (HSV2) e il virus varicella-zoster (VZV).

## Effetti collaterali e indesiderati
L'applicazione su cute può comportare la comparsa di infiammazione, prurito o edema locale. Anche la somministrazione oftalmica può associarsi alla comparsa di irritazione locale, alterazioni della visione, fotofobia, lieve edema delle palpebre.
Occasionalmente viene riferita la formazione di un panno superficiale (opacità corneale) e di cheratite puntata. Con minore frequenza è possibile che si verifichi una stenosi oppure un'occlusione dei dotti lacrimali e congiuntivite follicolare.

## Controindicazioni
Idoxuridina è controindicata nei soggetti con ipersensibilità nota al principio attivo oppure a uno qualsiasi degli eccipienti utilizzati nella formulazione farmacologica.

## Dosi terapeutiche
In molti paesi idoxuridina è disponibile sia come unguento oftalmico, sia come soluzione oftalmica, sia come crema con concentrazioni di principio attivo variabili.
In caso di disturbi oculari il dosaggio consigliato per la pomata è di una applicazione sulla zona della lesione, a distanza di 3-4 ore nel corso della giornata, a intervalli regolari. È inoltre consigliata una applicazione prima di coricarsi. Il dosaggio della soluzione oftalmica è pari a 1 goccia nel sacco congiuntivale, ogni ora durante la giornata e ogni 2 ore durante la notte, fino al miglioramento clinico definitivo.
Raggiunto il miglioramento si deve procedere con l'instillazione di 1 goccia ogni 2 ore durante il giorno e ogni 4 ore durante la notte, continuando per 3-4 giorni fino al raggiungimento della guarigione completa (dimostrabile colorando l'occhio e la cornea con della fluoresceina).
Nelle lesioni della cute e delle mucose è sufficiente applicare una piccola quantità di crema, con regolarità, sulla zona interessata dalla lesione, ogni 3-4 ore.

## Gravidanza e allattamento
Studi adeguatamente controllati nell'essere umano non sono mai stati eseguiti. Negli studi su animali gravidi idoxuridina sembra poter superare la barriera placentare determinando malformazioni anche quando viene somministrata per via topica.
Sui conigli e sui ratti sono state riportate malformazioni fetali e aberrazioni cromoscomiche.
Non è noto se idoxuridina venga secreta nel latte materno.
L'utilizzo del farmaco in donne gravide o che allattano al seno è consigliato solo sotto stretta osservazione medica e nel caso in cui i benefici attesi per la madre superano i rischi potenziali per il feto.

## Interazioni
- Steroidi: la contemporanea somministrazione di idoxuridina e steroidi potrebbe accelerare la diffusione di una infezione virale. Per questo motivo questa associazione è generalmente controindicata nella cheratite superficiale da herpes simplex virus. Tuttavia gli steroidi possono essere necessari in quei soggetti che presentano una infezione oculare da herpes simplex con lesioni stromali, edema corneale oppure irite. In questi casi è bene che il trattamento con idoxuridina si prolunghi ancora per almeno un paio di giorni dopo la sospensione dello steroide.[18]